# Жива земља
„Жива земља” је југословенски ТВ филм из 1982. године. Режирао га је Душан Анђић који је написао и сценарио.

## Улоге
| Глумац             | Улога   |
| ------------------ | ------- |
| Предраг Ејдус      | Бановић |
| Миралем Зупчевић   |         |
| Александра Николић |         |
| Велимир Животић    |         |
| Фирдаус Неби       |         |
| Боро Стјепановић   |         |
| Лада Скендер       |         |
| Нада Пани          |         |